# Мрит
Мрит (арм. Մրիտ) — гавар провинции Гугарк Великой Армении. Некоторые источники относят гавар к провинции Тайк. На сегодняшний день территория исторического Мрита приблизительно соответствует району Хопа ила Артвин Турции.

## География

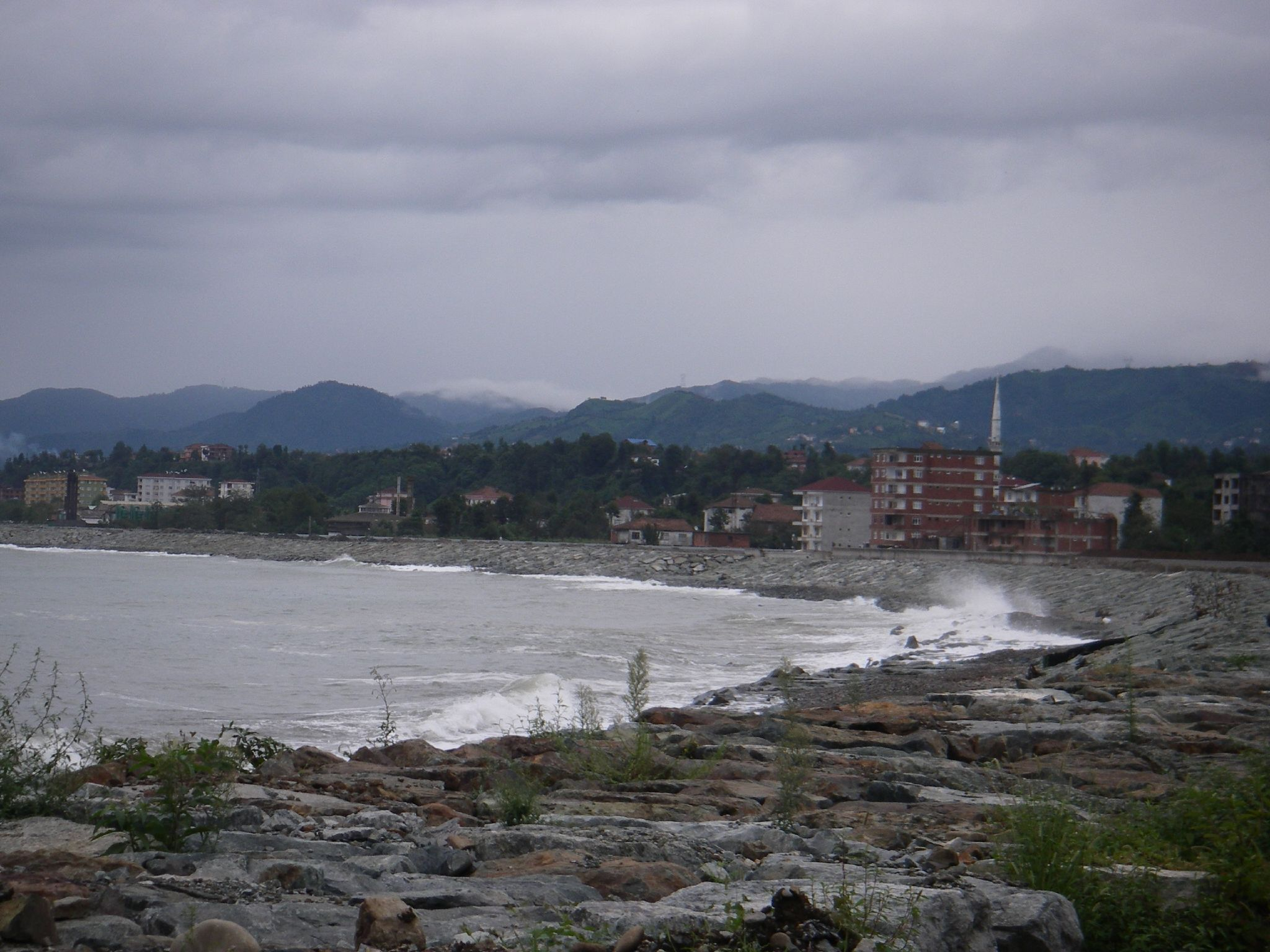
Побережье Мрита сегодня

Мрит являлся крайним северо-западным гаваром провинции Гугарк. На западе его территория омывалась водами Чёрного моря, на севере граничила с грузинской областью Аджария, на северо-востоке и юго-востоке − с гаварами Мруг и Нигал, на юге − с гаваром Азордац-Пор, а на юго-западе − с областью Хахтик. Естественной границей Мрита и Хахтика являлись Пархарские горы, а с гаваром Мруг − река Чорох. Также по землям гавара протекал приток Чороха − река Мрит.

## Население
Сегодня гавар Мрит является одним из немногих районов Западной Армении, где сохраняется коренное армянское население, представленное этнографической группой амшенцев. Помимо амшенцев здесь также проживает некоторое количество лазов.